# Miquel Peris i Segarra
Miquel Peris i Segarra (Castellón de la Plana, 1917 - Castellón de la Plana, 31 de diciembre de 1987) fue un poeta español en lengua valenciana, uno de los más prolíficos de la segunda mitad del siglo XX.

## Biografía
Empezó a escribir a la edad de cuarenta y cinco años, a pesar de que antes había empezado a desarrollar actividades como animador cultural, como miembro de las misiones pedagógicas que durante la Guerra Civil llevaron el teatro y otras expresiones culturales al norte de la Comunidad Valenciana.
Declarado admirador de Salvador Guinot y Bernat Artola Tomás, destacó a nivel local desde el inicio de su carrera literaria, inclinándose por un estilo pairalista y sin abandonar el canon estético que Joan Fuster calificaría de paisajismo sentimental. No obstante, en la década de 1970 inició una línea más intimista con la producción de los poemarios que han sido considerados como lo más relevante de su trayectoria.
En 1986 fue galardonado con el Voladoret d'Or de la Colla del Rei Barbut, conjuntamente con Matilde Salvador y Travel Grinyó, en la primera edición de este prestigioso reconocimiento.

## Obras
- 1965-1966 Aiguamols i senill Recolección de poemas sueltos.
- 1965-1970 Cançonetes de tot l'any
- 1966-1970 Afanys primaverals
- 1967-1971 Dèries tardorenques
- 1966-1971 Paisatge
- 1965-1975 Cançons de Bressol - Nadales
- 1969-1970 Vull assolir
- 1971 Fossar de naus
- 1971 Soliloquis
- 1974 Mascarada
- 1976-1978 Periples
- 1967-1979 Homenatges
- 1981 Cantata dels dotze estels
- 1981 Viatge astral
- 1981-1982 Cartes i sonets
- 1983 Solcs
- 1966-1984 Galanies